# Peder Horrebow Haste
Peder Horrebow Haste (født 12. januar 1765, død 28. januar 1831) var en dansk digter og embedsmand.
Peder Horrebow Haste blev født i Faxe på Sjælland, hvor hans fader, magister Espen Haste, den gang var præst; hans moder, Sophie Magdalene født Horrebow, var en datter af professor Peder Horrebow den ældre. Efter at være blevet student i 1782 studerede han en tid teologi, men da han ingen lyst havde til dette studium, opgav han det igen og tog en huslærerplads i Frederiksborg, hvor han opholdt sig 1786-91. Derpå flyttede han til København og ernærede sig her ved litterært arbejde af forskellig art. Han var blandt andet ven med litteraten Jens Kragh Høst.
I 1798 blev han udnævnt til Told- og Konsumtionsinspektør i Middelfart, hvorfra han 1804 forflyttedes til Assens og 1809 til Svendborg; her døde han som justitsråd.
Han ægtede 1800 Birgitte Melbye (død 1850), en datter af jubellæreren pastor Thor Melbye i Middelfart.
Haste har som forfatter forsøgt sig i adskillige retninger. Han oversatte og bearbejdede flere af den tyske pædagog Salzmanns populære arbejder, udgav Thalia, et Blad for Skuespilyndere (1795-96), skrev Ariana, et heroisk Syngespil (1795), et af den slags arbejder, som Johan Herman Wessels Kjærlighed uden Strømper var en parodi på, og forfattede endelig adskillige digte, hvoraf han i 1790 udgav en samling Blandede Digte; efter hans død kom Samlede, udvalgte Digte, udg. af J. H. Smidth (1835).
Haste hører som forfatter i et og alt til det 18. århundredes sidste halvdel. Af hans digte: læredigte, oder, selskabssange, elegier osv., har intet formået at holde sig i live. Blandt de bedste af dem kunne nævnes Vuggesang og Hannas Sange, der i digte som: Ved Sytøjet, Strikkevise osv. skildrer en ung piges stemninger. I sine elegier synger han, på den tids vis, om "den venlige Grav"; hans håb "er uforstyrret Søvn i kølig Grav". Deraf følger dog ikke, at han som menneske var en melankolsk natur; tvært imod, han var "en særdeles Ven af selskabelige Glæder og søgtes for sin blide Karakter og smukke Viser af mange Kredse".
Som embedsmand var han agtet for sit retsind og sin billighed.